# Ishme-Dagan van Isin

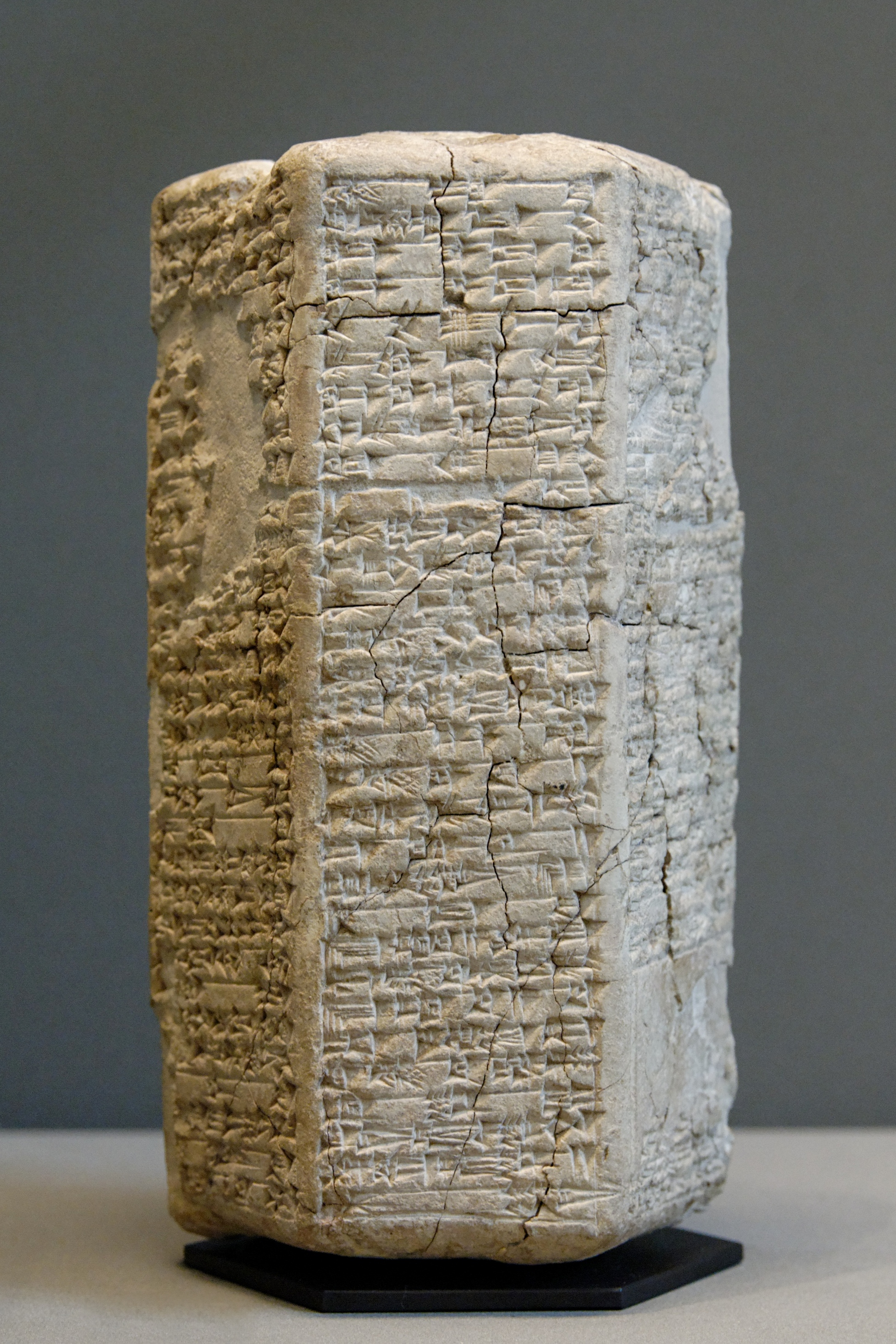
Hymne over Ishme-Dagan

Ishme-Dagan van Isin ca. 1953 – 1935 v.Chr.  was de vierde koning van de eerste dynastie van Isin in de tijd dat Larsa en Isin het land van Sumer beheersten.
Hij was de opvolger van Iddin-Dagan en de tijdgenoot van Samium van Larsa. Hij werd na 19 jaar op de troon opgevolgd door Lipit-Isjtar. 
Dat hij herinnerd werd als een krachtig vorst blijkt wel uit het feit dat er later drie -verder onbeduidende- vorsten van Assyrië zichzelf ook Ishme-Dagan noemden.
Zelf gaat hij er prat op de stad Nippur die waarschijnlijk door oorlog met de Assyriërs onder Ilushuma zware schade geleden had weer in ere hersteld te hebben. Hij verleende voorrechten aan de stad die wel als de voorloper van het latere kidinnutu-stelsel gezien worden. Zo werden de burgers van Nippur vrijgesteld van de gúr, een schatting in zilver en goud die andere steden verschuldigd waren.
Een van de gewijde voorwerpen die de koning liet vervaardigen na de overname van Nippur was een vijftigkoppige strijdknots voor de god Ninurta. De knots zelf is nooit gevonden maar wel een aantal tichels met een inscriptie die mogelijk de sokkel ervan vormden.
Er is bekend dat hij trachtte zijn gezag verder over Sumer uit te breiden door -tevergeefs- het onafhankelijke vorstendom Kish aan te vallen.

## Ishme-Dagan in deSumerische literatuur
Er zijn net als van zijn voorganger en zijn opvolger hymnen bewaard gebleven die zijn lof bezingen. Er is ook een werk dat begint als een klaagzang op de verwoesting van de stad Nippur en eindigt in een lofdicht op de herstelwerkzaamheden verricht door de koning.